# Värmland
Värmlandⓘ (Wermlandia) là một trong những tỉnh truyền thống của Thụy Điển (landskap). Tỉnh này nằm ở trung bộ Thụy Điển. Các tỉnh giáp ranh gồm có Västergötland, Dalsland, Dalarna, Västmanland và Närke. Tỉnh cũng giáp Na Uy về phía tây. Nó chiếm phần lớn diện tích Landskap (tỉnh) truyền thống của Värmland. Cao nguyên chính của nó, với độ cao đạt 2.267 feet (691 mét) tại Brånberget ở phía bắc, tạo nên một phần quan trọng của địa hình. Khu vực này đặc trưng bởi rừng rậm phân chia sâu bởi nhiều con sông và hồ dài và hẹp. Đất nông nghiệp thường chỉ xuất hiện ở các thung lũng và vùng đất thấp phân bố ở phía nam hồ. Värmland đã chuyển hướng nguồn lực gỗ và quặng sắt của mình vào ngành công nghiệp, đặc biệt là khai thác sắt, lấy gỗ và sản xuất giấy. Karlstad (qv), thủ đô, là một trong những thành phố công nghiệp quan trọng nhất.
Värmland còn là bối cảnh của cuốn tiểu thuyết "Câu chuyện Gösta Berlings" (1891), của nhà văn đoạt giải Nobel Selma Lagerlof. Tại Mårbacka, phía nam Sunne, là ngôi nhà (hiện nay là bảo tàng) nơi Lagerlöf sinh ra, viết hầu hết tiểu thuyết và qua đời. Diện tích của Värmland là 7.486 dặm vuông (19.388 km vuông). Dân số ước tính vào năm 2005 là 273.547 người.